# فرایند راه‌اندازی لینوکس
فرایند راه‌اندازی لینوکس (به انگلیسی: Linux startup process) فرایند راه‌اندازی اولیه سیستم عامل گنو/لینوکس است و از بسیاری جهات شبیه بی‌اس‌دی و سیستم‌عاملهای شبه یونیکس است.

## بررسی اجمالی
در لینوکس فرایند بوت از بایوس شروع می‌شود سپس به بوت لودر و کرنل منتقل می‌شود. سپس کرنل فرایند زمان‌بندی را برای چندکارگی شدن سیستم شروع کرده، اولین برنامه مقدار دهی اولیه فضای کاربری را (محیط کاربر را مقدار دهی اولیه می‌کند و به کاربر اجازه ورود و تعامل با سیستم عامل را می‌دهد) اجرا می‌کند.
در این مرحله کرنل تا زمانی که از خارج فراخوانی شود غیرفعال می‌شود.
یک سیستم عامل عادی عموماً حافظه مجازی را به دو قسمت فضای کرنل و فضای کاربر تقسیم می‌کند. در فضای کرنل فقط کرنل، الحاقات کرنل، و بسیاری از راه‌اندازهای سخت‌افزار اجرا می‌شود. در مقابل در فضای کاربر برنامه‌های کاربردی کاربر اجرا می‌شود و این قسمت حافظه می‌تواند در مواقع لزوم swap شود.